# فهرست والیان غزنی
جدول زیر فهرست والیان ولایت غزنی افغانستان است.

## فهرست
| والی | والی | والی               | دوره                            | جزئیات | یاداشت |
| ---- | ---- | ------------------ | ------------------------------- | ------ | ------ |
|      |      | تاج محمد قاری بابا | دسامبر ۲۰۰۱ اواخر ۲۰۰۲          |        |        |
|      |      | اسدالله خالد       | اواخر ۲۰۰۲ ۲۸ ژوئن ۲۰۰۵         |        |        |
|      |      | شیر عالم ابراهیمی  | ۲۹ ژوئن ۲۰۰۵ ۱۹ سپتامبر ۲۰۰۶    |        |        |
|      |      | مهراج الدین پتن    | ۱۹ سپتامبر ۲۰۰۶ ۱۸ سپتامبر ۲۰۰۷ |        |        |
|      |      | فیض الله فیضان     | ۱۸ سپتامبر ۲۰۰۷ مارس ۳، ۲۰۰۸    |        |        |
|      |      | شیر خوستی          | ۳ مارس ۲۰۰۸ ۳۱ مه ۲۰۰۸          |        |        |
|      |      | عثمان عثمانی       | ۳۱ مه ۲۰۰۸ ۱۵ مه ۲۰۱۰           |        |        |
|      |      | موسی خان احمدزی    | ۱۶ مه ۲۰۱۰ ۲۰۱۵                 |        |        |
|      |      | محمد امان حمیمی    | ۲۰۱۵ ۳۰ ژوئیه ۲۰۱۶              |        |        |
|      |      | عبدالکریم متین     | ۳۰ ژوئیه ۲۰۱۶ ۱۷ جوزا ۱۳۹۷      |        |        |
|      |      | وحیدالله کلیم‌زی    | ۱۷جوزا/خرداد ۱۳۹۷ - حاضر        |        |        |